# Линдау (Борен)
Линдау — деревня в коммуне Борен управления Зюдербраруп района Шлезвиг-Фленсбург земли Шлезвиг-Гольштейн Федеративной Республики Германия.

## Название
Впервые деревня Линдау была упомянута в 1488 году под названием «Ван Линда». В 1496 году деревня Линдау упоминалась под названием «Тор Линдоу». В 1877 году деревня Линдау получила своё нынешнее название.
| Годы         | Название   |
| ------------ | ---------- |
| 1488 — 1495  | Ван Линда  |
| 1496 — 1876  | Тор Линдоу |
| 1877 — н. в. | Линдау     |

Название означает «золото около липы» (Au bei (den)) Linden).
Дабы избежать путаницы, в старых документах одноимённая ветряная мельница указана как Линдаумюленхольц. Такое название объясняется тем, что главная дорога, ведущая через деревню Линдау называется Мюленхольц.

## География
Деревня Линдау расположена на полуострове Ангельн, к югу от города Фленсбург — административного центра района Шлезвиг-Фленсбург земли Шлезвиг-Гольштейн Федеративной Республики Германия.

## Галерея
В деревне Линдау есть галерея в виде ветряной мельницы. Она была построена в 1837 году, а в 1985 году отремонтирована и превращена в галерею.

## История
1 февраля 1974 года некогда независимая коммуна Линдау стала деревней коммуны Борен, который 1 марта 2013 года был расширен также некогда независимыми коммуной Экенис и коммуной Кисби.

## Известные личности
Певец и гитарист Михаэль Шульте жил в деревне Линдау до 11 лет.